# Europees kampioenschap quadrathlon middellange afstand 2019
Het Europees kampioenschap quadrathlon middellange afstand 2019 was een door de World Quadrathlon Federation (WQF) georganiseerd kampioenschap voor quadrathlon-atleten. Deze 15e editie van het Europees kampioenschap vond plaats in het Tsjechische Týn nad Vltavou.

## Uitslagen
| Heren  | Heren          | Heren   | Heren |
| Plaats | Atleet         | tijd    |       |
| ------ | -------------- | ------- | ----- |
| 1      | Tomáš Svoboda  | 2:35:11 |       |
| 2      | William Peters | 2:38:50 |       |
| 3      | Leoš Roušavý   | 2:41:31 |       |
| 4      | Ferenc Csima   | 2:42:18 |       |
| 5      | David Kotrč    | 2:43:58 |       |

| Dames  | Dames               | Dames   | Dames |
| Plaats | Atleet              | tijd    |       |
| ------ | ------------------- | ------- | ----- |
| 1      | Lisa Teichert       | 3:13:20 |       |
| 2      | Magdalena Koberová  | 3:15:21 |       |
| 3      | Franziska Eberhardt | 3:18:11 |       |
| 4      | Susanne Walter      | 3:20:29 |       |
| 5      | Ellen Mielke        | 3:35:09 |       |

1996 · 1999 · 2000 · 2005 · 2009 · 2010 · 2011 · 2012 · 2013 · 2014 · 2015 · 2016 · 2017 · 2018 · 2019